# 남녀공학 (음악 그룹)
남녀공학(男女共學)은 MBK 엔터테인먼트 소속의 대한민국 10인조 혼성 음악 그룹이다. 남성 6명과 여성 4명으로 이루어져 있으며, 2010년 9월 첫 디지털 싱글 "Too Late"을 발매해 가요계에 데뷔하였으나 여러 논란으로 인해 활동을 중단하였고, 결국에 여성 멤버들은 파이브돌스, 남성 멤버들은 스피드로 활동하면서 남녀공학은 2년 만에 사실상 해체하였다.

## 활동 내용

### 2010년: 데뷔와Something That Is Cheerful And Fresh그리고 결성 2개월 만에 해체
남녀공학이 처음 언급된 것은 2010년 7월 12일 '리틀 구하라'로 알려졌던 진혜원이 티아라가 아닌 남녀공학으로 데뷔한다는 사실이 알려지면서 부터다. 이때 코어콘텐츠미디어 측은 남녀공학은 남성 5명, 여성 4명으로 구성되었다고 밝혔다. 같은 달 16일에는 2010년 미스춘향선발대회 진 출신인 류효영을 영입하고, 23일에는 당시 씨야의 멤버였던 수미를 남녀공학으로 이적시킨다. 8월 4일에는 남자 지망생 한명을 영입하여 9인조에서 10인조로 최종 확정하고, 7월 23일 멤버들의 이미지를 공개하였으며, 수미가 리더로 발탁된 것을 알린다.
2010년 9월 13일 남녀공학의 전 멤버의 프로필을 모두 공개하고, 27일에는 시사회를 개최하여 3차원 컴퓨터 그래픽스로 제작된 데뷔곡 "Too Late"의 뮤직비디오를 공개한다. 그리고 9월 30일 첫 싱글 앨범 "Too Late"을 발표하고, Mnet 엠 카운트다운에서 데뷔 무대를 갖는다. 10월 19일에는 두 번째 디지털 싱글 〈삐리뽐 빼리뽐〉을 발매하고 활동하였다. 28일에는 첫 EP 앨범 Something That Is Cheerful And Fresh를 발표한다. 이후 활동을 잘 이어오다가 11월 22일 멤버 열혈강호와 가온누리의 미성년자 음주 논란과 악동광행의 상습 절도 논란으로 인해 활동을 중단했으며, 그와 동시에 결성 2개월 만에 사실상 해체되었다.
2012년 2월 17일, 수미가 남녀공학에서 탈퇴하였고, 그와 동시에 코어콘텐츠미디어에서 지엠콘텐츠미디어로 소속사를 옮겼다.
2012년 12월 18일, 남녀공학 모든 멤버들이 지엠콘텐츠미디어에서 코어콘텐츠미디어로 다시 복귀하였다.

### 2011년 ~ 2015년: 여자 유닛 '파이브돌스 (F-VE Dolls)' 활동, 공식 해체
2010년 12월 28일, 남녀공학이 여자 멤버만으로 유닛활동에 들어간다는 발표를 하였다. 남녀공학의 소속사 측은 "새 멤버 서은교를 영입해 여자 멤버 5명으로 유닛 활동을 할 예정"이라며 "남녀공학의 여자 유닛의 이름은 파이브돌스(5dolls)다"라고 밝혔고, 2011년 〈너 말이야〉와 〈이러쿵 저러쿵〉으로 활동하였다. 2012년 2월 17일, 리더 수미가 탈퇴하고 한나연을 영입하였다. 메인보컬 찬미가 계약이 해지되어 탈퇴하였는데, 이를 6개월 후에 밝혔으며 새 멤버로는 샤넌 픽스를 영입하였다. 그리고 2013년 2월, 새 멤버 최지현을 영입한 동시에 6인조로 재편성하여 2013년 4월에 컴백할 예정이었지만 그룹명은 파이브돌스 그대로 유지할 것이라고 발표했다. 하지만 멤버가 다시 재정비되었는데, 그룹 활동보다는 솔로를 하고 싶어한 샤넌은 1~2년 더 연습해 솔로로 데뷔하기로 하였고, 최지현은 연습을 좀 더 한 후 다른 그룹으로 나오는게 좋겠다는 의견으로 인해 탈퇴하게 되고 미스춘향 출신 및 코어 프로젝트 그룹으로 참여한 조승희와 오연경이 영입되었다. 이미 더 씨야로 데뷔를 마친 오연경은 더 씨야 탈퇴가 아닌 두 팀의 활동을 병행한다. 또 6인조 개편으로 인해 기존 팀명인 5Dolls에서, F-VE(Fighting,Victory, Everything) Dolls로 팀명 표기를 바꿨다.
2015년 3월, 그룹 " 파이브돌스(F-VE Dolls)는 비공식으로 해체되었다. 해체 직후 나연은 시카고에서 대학 생활을 마무리하러 떠났고, 혜원과 효영은 배우 전향, 은교는 현재 아무런 소식이 없으며, 연경은 본래대로 더 씨야에 충실한다. 승희는 배우로 전향하였다가 다시 걸그룹으로 데뷔해 현재 다이아에서 활동을 하다가 2016년 탈퇴를 했다.

### 2013년 ~ 2015년: 남자 유닛 '스피드 (SPEED)' 활동, 비공식 해체
2012년 2월 8일, 남녀공학의 남자 멤버로 유닛활동에 들어간 유닛 그룹명이 '스피드(SPEED)'로 결성되었다. 2012년 2월 14일, 티아라의 '러비더비'를 리메이크한 '러비더비 플러스'를 공개하여 데뷔하였다. 기존 멤버였던 김정우(천지유성), 우태운(지혜태운), 최성민(알찬성민)에 남녀공학 임시 멤버로 활동했던 슈퍼스타K3 출신 신종국(가람종국), 김유환, 오태하, 박세준을 영입해 7인 체제로 2013년 1월 15일 정식 데뷔하였다. 2015년 5월 리더 우태운이 솔로 활동을 위해 탈퇴하고 김유환이 새 리더가 되었으며, 새 멤버 키오를 영입하였으나, 2015년 일부 멤버들의 전속 계약만료로 비공식으로 해체되었다.

## 이전 구성원
| 이름     | 소개 |
| -------- | --- |
| 미소수미 | - 본명: 이서안 - 생년월일: 1989년 3월 3일(36세) - 출생지: 대한민국 서울특별시 영등포구 - 학력: 한국항공전문학교 항공운항학과 (졸업) - 유닛활동 : 파이브돌스 - 특이사항 : 과거 씨야로 활동했음 |
| 악동광행 | - 본명: 이광행 - 생년월일: 1990년 1월 20일(35세) - 출생지: 대한민국 서울특별시 노원구 - 학력: 백석예술대학 (휴학) - 가족사항: 남동생 헤일로 인행                                              |
| 천지유성 | - 본명: 김정우(金正優) - 생년월일: 1990년 5월 9일(35세) - 출생지: 대한민국 대구광역시 - 학력: 부천대학 광고디자인과 (중퇴) - 유닛활동 : 스피드                                                |
| 지혜태운 | - 본명: 우태운 - 생년월일: 1990년 5월 11일(35세) - 출생지: 대한민국 서울특별시 마포구 도화동 - 학력: 중앙대학교(중퇴) - 가족사항: 남동생 블락비 지코 - 유닛활동 : 스피드                      |
| 열혈강호 | - 본명: 박주혁 - 생년월일: 1991년 12월 14일(33세) - 출생지: 대한민국 서울특별시 서초구 서초동 - 학력: 현대고등학교(졸업)                                                                      |
| 별빛찬미 | - 본명: 허찬미 (許讚美) - 생년월일: 1992년 4월 6일(33세) - 출생지: 대한민국 서울특별시 송파구 잠실동 - 학력: 동덕여자대학교 실용음악과 (졸업) - 유닛활동 : 파이브돌스                         |
| 가온누리 | - 본명: 강인오 - 생년월일: 1993년 3월 3일(32세) - 출생지: 대한민국 - 학력: 현대고등학교(졸업)                                                                                                 |
| 한빛효영 | - 본명: 류효영 (柳孝榮) - 생년월일: 1993년 4월 22일(32세) - 출생지: 대한민국 광주광역시 - 학력: 광주 숭일고등학교 (졸업) - 가족사항: 쌍둥이 여동생 류화영 - 유닛활동 : 파이브돌스             |
| 한별혜원 | - 본명: 진혜원 (陳慧沅) - 생년월일: 1995년 3월 6일(30세) - 출생지: 대한민국 경기도 부천시 - 학력: 동덕여자대학교 방송연예과 (졸업) - 유닛활동 : 파이브돌스                                    |
| 알찬성민 | - 본명: 최성민 (崔成旻) - 생년월일: 1995년 12월 7일(29세) - 출생지: 대한민국 서울특별시 강동구 길동 - 학력: 안양예술고등학교 연극영화과 (졸업) - 가족사항 : 여동생 최예나 - 유닛활동 : 스피드 |

## 앨범

### EP
| 앨범 번호 | 앨범 정보                                                       | 트랙 리스트 |
| --------- | --------------------------------------------------------------- | --- |
| 1         | Something That Is Cheerful And Fresh - 발매일: 2010년 10월 28일 | 1. Too Late 2. 삐리뽐 빼리뽐 3. 내 심장을 뛰게 하는 말 4. Too Late (Ver.2) 5. Too Late (Remix Ver.1) 6. Too Late (Remix Ver.2) 7. 삐리뽐 빼리뽐 (Remix Ver.1) 8. 삐리뽐 빼리뽐 (Remix Ver.2) |

### 디지털 싱글
| 앨범 번호 | 앨범 정보                                | 트랙 리스트                                                               |
| --------- | ---------------------------------------- | ------------------------------------------------------------------------- |
| 1         | Too Late - 발매일: 2010년 9월 30일       | 1. Too Late (Part.1) 2. Too Late (Part.2) 3. Too Late (Remix Ver.)        |
| 2         | 삐리뽐 빼리뽐 - 발매일: 2010년 10월 19일 | 1. 삐리뽐 빼리뽐 2. 삐리뽐 빼리뽐 (Remix Ver.1) 3. 내 심장을 뛰게 하는 말 |

## 논란
남녀공학의 멤버 열혈강호는 과거 학교폭력과 성범죄 논란이 일었으며, 10대 시절 폭주족 활동을 했었다고 동교생들이 증언했다. 이어 가온누리와 함께 음주 사진이 유출되면서 많은 비난을 받았고, 가온누리가 1993년생으로 당시 미성년자로 밝혀지면서 논란이 해결되지 않고 있다. 악동광행은 시드니 거주 당시 상습 절도를 했었다는 폭로글이 올라와 논란이 되었고, 한별혜원 또한 데뷔 전 노래 연습 동영상이 유출되면서 가창력 논란에 오른다. 소속사 관계자는 보컬 학원에 들어갈 때 오디션에서 부른 곡이며 그 때 불렀던 음성파일로 현재의 가창력 논란을 제기하는 것은 지나치다는 입장을 밝혔다. 결국 남녀공학은 열혈강호, 가온누리, 악동광행 등이 물의를 일으키는 바람에 남녀공학에서 여자 멤버들만 따로 모아서 파이브돌스라는 그룹을 결성하기에 이르렀다. 열혈강호는 남녀공학에서 방출되었으며, 이후 배우로 전향했는데 상습 마약과 음주운전 경력 탓인지 지상파 3사 출연금지 명단에 올라야 했다. 그로 인하여, 신종국을 남녀공학에 영입 시킨 후 남자 멤버들만 따로 모아서 스피드라는 그룹을 결성하였다.

## 같이 보기
- 파이브돌스
- 스피드